# Цариградски мир (907)
Цариградским споразумом завршен је Руско-византијски рат из 907. године. Представља први споразум између Византијског царства и Кијевске Русије. Потписан је током владавина варјашког кнеза Олега и византијског цара Лава VI. 

## Историја
Према "Повести минулих лета", први руско-византијски уговор закључен је 907. године по завршетку Олеговог напада на Цариград (Руско-византијски рат 907. године). У науци, овај документ узима се као прелиминаран уговор руско-византијског споразума из 911. године. Текст уговора сачуван је у Кијевској хроници. Он набраја руске потписнике: Карли, Фарлаф, Веремуд, Рулав, Стемид (Стемир). Алексеј Шахматов је приметио да је списак градова касније мењан и да су нека места накнадно убачена. Споразум регулише трговину Варјага у Цариграду. Створена је колонија за варјашке трговце, у делу града који носи назив по мученику Маманту. Варјази су могли ући у град кроз одређену капију, без оружја, у пратњи царске гарде, у групама до 50 људи. По доласку, они су регистровани од стране царских власти. 
Према завршеним одредбама споразума, Византинци су, заклињући се на мир, пољубили крст, док су Варјази положили заклетву рукама, заклињући се својим боговима, Перуну и Велесу. 